# بوم‌نقادی
بوم‌نقادی یا نقد بوم‌شناختی (به انگلیسی: Ecocriticism) مطالعه ادبیات و بوم‌شناسی از دیدگاه بین‌رشته‌ای است که در آن پژوهشگران ادبیات متونی را تحلیل می‌کنند که دغدغه‌های زیست‌محیطی را نشان می‌دهند و روش‌های مختلفی را بررسی می‌کنند که ادبیات با موضوع طبیعت برخورد می‌کند. نخستین بار توسط جوزف میکر به عنوان ایده‌ای به نام «بوم‌شناسی ادبی» در کمدی بقا: مطالعات در بوم‌شناسی ادبی (۱۹۷۲) مطرح شد. اصطلاح «بوم‌نقادی» در سال ۱۹۷۸ توسط ویلیام روکرت در مقاله خود «ادبیات و بوم‌شناسی: آزمایشی در بوم‌نقادی» ابداع شد.
بوم‌نقادی رویکردی عمداً گسترده‌ است که با تعدادی از نام‌گذاری‌های دیگر، از جمله «مطالعات سبز (فرهنگی)»، «بوم‌سرایی» و «نقد ادبی محیط‌زیست» شناخته می‌شود و اغلب توسط حوزه‌های دیگری مانند بوم‌شناسی، طراحی پایدار، زیست‌سیاست، تاریخ زیست‌محیطی، محیط زیست‌گرایی، و بوم‌شناسی اجتماعی و غیره.